# مات كوستيلو
مات كوستيلو (بالإنجليزية: Matt Costello)‏ (5 أغسطس 1993 في الولايات المتحدة - ) هو لاعب كرة سلة أمريكي في مركز هجوم قوي الجسم. لعب مع Michigan State Spartans men's basketball ‏.

## وصلات خارجية
- مات كوستيلو على موقع إن بي أي (الإنجليزية)
- مات كوستيلو على موقع سبورتس رفرنس (الإنجليزية)
- مات كوستيلو على موقع الدوري الإسباني لكرة السلة (الإسبانية)
- مات كوستيلو على موقع كرة السلة الأوروبية.كوم (الإنجليزية)
- مات كوستيلو على موقع DraftExpress.com (الإنجليزية)
- مات كوستيلو على موقع إي إس بي إن.كوم (الإنجليزية)
- مات كوستيلو على موقع كلية كرة السلة في سبورتس رفرنس.كوم (الإنجليزية)
- مات كوستيلو على موقع ريلجم (الإنجليزية)
- مات كوستيلو على موقع بروبوليرز (الإنجليزية)
- مات كوستيلو على موقع سبورتس رفرنس (الإنجليزية)